# うそつき王子と悩めるお姫さま -PRINCESS SYNDROME-
『うそつき王子と悩めるお姫さま –Princess syndrome–』（うそつきおうじとなやめるおひめさま プリンセス・シンドローム）は2013年10月25日にWhirlpoolより発売されたパソコン用アダルト美少女ゲーム。略称は『うそめる』。Whirlpoolの第13作目（ファンディスクと『メリ☆クリ』を除けば9作目）となる。

## 登場人物

### メインキャラクター
有須 祐二（ありす ゆうじ）
本作の主人公。〈お姫さま〉に対抗できる〈王子〉の力を持っており、 〈お姫さま病〉で苦しむ女の子を助けるため学園に転校してくる。
昔、貴子から自分が〈王子〉であることを聞かされ、その後学校などで触れ回っていたが誰にも信じられず「うそつき王子」とあだ名が付き、本人のトラウマとなっている。〈お姫さま病〉に対抗するために色々と特訓を受けてきて、現在でもトレーニングを欠かさないため、常人離れした運動神経を持ち、成績も悪くはない。父子家庭で、星子も何もしなかったため、家事全般を担当していたので、料理もできる。
〈望奏〉は〈帰我の剣（ヴォーパルソード）〉。鍵となる感情は「虚無感」。〈お姫さま病〉に対抗する剣であり、〈お姫さま〉を眠らせることができる。また能力を使うと「死にたくなる」気持ちになる。

月丘 泉（つきおか いずみ）
声：杏子御津
身長：163cm。スリーサイズ：B84（C）/ W61/ H86。テーマ曲「好奇心と共に」
学園二年生で祐二のクラスメイト。かつて祐二の家の近くの別荘で過ごしていたことがあり、そのころからの幼馴染。実家は相当な資産家で、ほとんど家から出してももらえなかったような箱入り娘で世間知らず。
ほとんど家から出してもらえなかったことから家の外への好奇心が強いが、〈お姫さま病〉を発動させないよう、その感情を抑えるためにあらゆることに興味を持たないようにしている。大食らいだが、一応太らないように夕飯だけは抑えている。
〈お姫さま〉は「ラプンツェル」。鍵となる感情は「好奇心」。目覚めると無邪気で傍若無人になり、自身の好奇心を満たそうとする。
〈望奏〉は〈伸長の髪縛り（ヘアー・ザ・ロック）〉。ランクはS。自身の好奇心の邪魔をするものを髪で縛る。
自身のルートではクララの策略によりランクがSSとなり〈お姫さま〉と同化するも祐二により助けられる。SSになった際、ループする世界を作る能力に目覚める（厳密に言えば時間という概念を伸長の髪縛りで縛ったために起こる現象）。
その後は「様々な『ということ』な嘘」により、魔女として夢ヶ島で祐二とともに暮らす事になった。

栗宮 みかん（くりみや みかん）
声：藤咲ウサ
身長：145cm。スリーサイズ：B83（G）/ W52/ H73。テーマ曲「ミルキーウェイ」
学園三年生。年上だが、低身長のわりに胸が大きい。素直で照れ屋、多少抜けたところはあるが性格自体はまともなので突っ込みにも回れる。アニメなどにも多少精通しているようで、星子が冗談で発した「ザ○ングル」のことも理解する。
家事全般は得意で、祐二が来るまで寮の料理はすべて彼女が担当していた。
〈お姫さま〉は「織姫」。鍵となる感情は「後悔」。目覚めるとネガティブな性格になる。
〈望奏〉は〈天に架かる涙（ハイパーミルキーウェイ）〉。ランクはB。大量の牛乳の涙で周囲を洗い流す。
フルートが得意な祖父に憧れ、昔は合奏団に所属してフルートを担当していたが、コンクールの日に祖父が事故に遭い、祖父よりもコンクールを優先して、死に目に立ち会えなかったことを悔いてフルートを辞めた。しかし、フルートへの未練は残っており、彼女の〈後悔〉とは祖父の死に目に立ち会えなかったことではなく、フルートを辞めたことへの後悔である。自身のルートでは祐二のこの指摘から過去の後悔を断ち切って吹奏楽部に入り、フルートを再開する。
元々がランクBであり、上記のように断ち切ったあとは発現することは無くなり、祖父が遺したVHSを見たことにより後悔も完全に消えた。その後は島の外の音楽系の学校に通うことが示唆されている。
断ち切る前は、VHSを発見したときや祐二に〈後悔〉を強く揺さぶられたときには一時的にリンゴ銃では眠らないほど強くなっている。

有須 星子（ありす せいこ）
声：桐谷華
身長：179cm。スリーサイズ：B94（D）/ W68/ H95。テーマ曲「ハイテンションガール」
学園一年生。祐二の妹。スタイルもよく、高身長で明るいムードメーカーだが、ゲーム好きで、家事全般も面倒がって何もしない。まったく遠慮しない発言を煩わしく思われることもある。そのような理由で成績は良くないが、運動は得意。祐二が女子学園へ転校してしまったことから〈お姫さま病〉が重くなり、学園へ転校してくる。
これまでのWhirlpool作品でも主人公の妹と言うキャラクターはたびたび登場するが、血の繋がった実の妹は星子が初となる。
〈お姫さま〉は「人魚姫」。鍵となる感情は「嫉妬」。目覚めると攻撃的な性格になり、とくに祐二への独占欲を示すようになる。
〈望奏〉は〈海之藻屑（チェンジソープ）〉。ランクはA。着ている服など、質量の低い動物以外のものを泡にして消し去る。
自身のルートでは〈魔女〉となって眠り続ける母を救うため、わざと自身の〈お姫さま〉を起こしてそれを祐二が倒すことで祐二の〈王子〉としての力を高め、母を助ける。卒業後は〈お姫さま〉は無くなり、祐二と二人で暮らしている。

恋ノ河 リイナ（こいのかわ リイナ）
声：桃井いちご
身長：158cm。スリーサイズ：B78（A）/ W60/ H79。テーマ曲「ココロの隙間」
学園の二年生。〈風紀委員〉の〈委員長〉。「日常最速理論」を実践しており、何事も効率を重視し、歯磨きをしながら用を足したり、通学中や食事中でも単語帳を読んだりする。〈お姫さま病〉の発動条件から他人とはある程度距離を置いているが、極端に離れたりはしない。とんこつラーメンが好物で、ラーメンにはうるさい。
〈お姫さま〉は「シンデレラ」。鍵となる感情は「寂しさ」。目覚めるとやたらと甘えてくる。
〈望奏〉は〈魔法時間（マジックアワー）〉。ランクはS。自身の幻想を現実化するもので、本作品では一番強力な〈望奏〉である。
昔両親に捨てられたことからそうした〈寂しさ〉を埋めるべく、つねに忙しい日々を望んでおり、効率を重視するのもそのため。自身のルートではクララの策略で力を高め、夢ヶ島から大人をすべて消し去り、果ては自身が巨大なドラゴンに変身してまで大人のいる世界を破壊しようとするが、祐二に救われる。祐二とリイナの〈望奏〉がぶつかり合った結果、のちに〈ハッピーエンドの種子〉と名付けられる力が世界中に拡散し、世界から〈お姫さま病〉が消え去り、〈夢ヶ島〉も用を成さなくなる。
全ルートのなかで唯一〈お姫さま病〉がすべて消え去るルートとなる。

### サブキャラクター
長谷川 柚（はせがわ ゆず）
声：秋野花
祐二のクラスメイト。身長、胸、学業、運動神経すべてが奇跡的なほど平均的で、「キャラが薄い」といわれる。
〈お姫さま〉は「白雪姫」。鍵となる感情は「優越感」。目覚めるととにかく目立ちたがって意味のない行動をとる。
〈望奏〉はランクCなので使えない。

城島 貴子（きじま たかこ）
声：海原エレナ
祐二の担任教師で〈風紀委員〉の顧問。元〈王子〉であり、祐二に〈王子〉の使い方をおしえる師匠。
さばけた性格で大雑把なところに定評があり、親しみやすいと生徒の人気はわりと高い。
使っていた〈望奏〉は〈朱の銃（ウルフキラー）〉。鍵となる感情は「嫌悪感」。赤い銃を具現化し、祐二の「帰我の剣」同様〈お姫さま〉を鎮める力を持つ。
すでに〈王子〉ではないとはいえ身体能力は高く、〈魔女〉の力を使っているクララにすらおくれを取らないほど。身も心も大人の彼女にとってクララの〈望奏〉は非常に危険なもの。

龍堂院 リリ（りゅうどういん リリ）
声：かわしまりの
学園の三年生で祐二の先輩。多弁かつ元気溌剌、それでいて非常に適当な性格をしており、人の話をあまり聞かず、人懐っこいので交友関係は広いが、みかんとは気まずい間柄。吹奏楽部所属で、担当はクラリネット。
みかんのフルートに憧れてクラリネットを始め、同じ合奏団に所属していたが、直後にみかんがフルートを辞めたため、それ以来仲が気まずくなっている。
〈お姫さま〉は「氷姫」。鍵となる感情は「冷たさ」。
〈望奏〉は〈氷の管楽（アイシクルセレナード）〉。ランクはA。クラリネットからの旋律ですべてを凍らせる。

東雲 クララ（しののめ クララ）
声：遠野そよぎ
繁華街の喫茶店「お菓子の家」の店長。のんびりとした性格でかなり抜けており、レジや買い物をしょっちゅう間違う。
以前は〈お姫さま病〉を患っていて貴子に助けてもらったことがあり、その頃からの知り合い。夢ヶ島に来たのもそれが理由のひとつとなっている。
実際には〈お姫さま病〉がいまだ治っていない魔女。昔、双子の姉妹が大人の事情で死んだため、すべての大人を憎んでいる。
〈お姫さま〉は「紅バラ姫」。鍵となる感情は「憎しみ」。目覚めるとその憎しみからすべての大人を消そうとする。
〈望奏〉は〈血塗れの薔薇（ブラッディローズ）〉。大人であるほど刺傷力の高い薔薇を生み出す。
Sランクである泉やリイナの〈望奏〉を利用して「子供を利用する大人」を消し去る計画を立てており、泉、リイナルートで喫茶店で得た情報を駆使して、泉やリイナをはじめとした〈お姫さま〉をそそのかしてすべての大人を消し去る世界を作ろうとする。しかし、その計画は結局は自分も子供を利用していると言う矛盾には気づいておらず、自分が子供だと主張したあげく、最終的にどちらも祐二と貴子によって阻止される。

## 舞台・用語
夢ヶ島
一般的に認知されることとなった〈お姫さま病〉を患った女の子たちを隔離するための島。もとはレジャーランドであり、寮や店舗などはその時に建設されたものを再利用している。入島には厳重な審査が行われ、〈お姫さま病〉の危険性から、家賃や光熱費等は国から保障される。男性はほとんどいない。
聖アンデルセン学園
ランクC以上の〈お姫さま病〉を患った女子たちが通う女学園。なるべく島外の学生と同様の待遇を与えられるよう配慮されており、島外の学園への進学、就職などは保障され、卒業までに〈お姫さま病〉が完治せずに島外に出られない場合でも進学先への学歴なども保障される。
お姫さま病（プリンセスシンドローム）
思春期の女の子がかかる多重人格障害。思春期に抱えた何らかの悩みから発症し、発症原因となった感情を鍵として目覚める。病の程度に応じてE、D、C、B、A、Sの6段階にランク付けされており、B以上の患者は〈望奏（メルヘン）〉と呼ばれる超常の力を発する。SSもあるようだが、未発表の模様である。また、〈お姫さま〉には必ず元となる話がある。個人差はあるもののある一定の年齢（思春期）を終えると自然と収まる。まれにそのまま拗らせて完治しない場合があり、本人とお姫さまの人格が完全に同化する。その人物を魔女と呼ぶ。数年前から発症例自体はあったが、二年前に国がその存在を公開し、一般に知られることとなった。
感情を強く揺さぶられた場合はBランクであってもリンゴ銃で抑えきれない場合がある。逆にさほど揺さぶられていないときはSランクでも抑えられる場合もある。
王子
〈お姫さま病〉に対抗できる唯一の存在。王子の血液にはOG細胞と呼ばれる特殊細胞があり、この細胞から作られた液体、OGエキスを浴びせると〈お姫さま〉を眠らせることができる。また、〈王子〉も〈お姫さま〉を鎮め、〈望奏〉を打ち消す〈望奏〉を行使できる。〈王子〉は〈お姫さま〉と異なり、性別を問わず、存在もまれなので国の監視下に置かれる。
風紀委員（キャリバー）
〈お姫さま〉が引き起こす事件を鎮圧するための学園の保安部隊。活動は学園内に留まらず島全体に及ぶ。お姫さまが目覚めると現場へ赴き、リンゴ銃と呼ばれるOGエキスを詰めた水鉄砲でお姫さまを眠らせる。活動目的の関係上、〈お姫さま〉が目覚めづらい生徒やランクの低い生徒が選ばれる。現在の委員長（マスター）はリイナ。
ハイツ・ファンタジア
主人公の祐二たちメインキャラクターが住む寮。特に重い〈お姫さま病〉を患った〈お姫さま〉を隔離する寮で、部屋数は少なく、入寮者も祐二たち5人のみ。
お菓子の家
クララが経営する喫茶店。アンデルセン童話のお菓子の家のようにお菓子のインテリアが並ぶ可愛らしい店。祐二たちが〈風紀委員〉の仕事中、〈お姫さま病〉で眠らせた子を良く預かってもらう。
泉エンドではクララが魔女の治療のため、隔離されたことから泉が引き継いで祐二と同棲する事になる。

## 主題歌
オープニングテーマ「恋する森のfairy tale」
作詞・歌 - KOTOKO / 作曲・編曲 - 松田彬人
エンディングテーマ1「赤い風船」
作詞 - SugerLover / 作曲・編曲 - 斎藤悠弥 / 歌 - しほり